# NGC 3946
NGC 3946 é uma galáxia espiral (S0-a) localizada na direcção da constelação de Leo. Possui uma declinação de +21° 01' 17" e uma ascensão recta de 11 horas, 53 minutos e 20,6 segundos.
A galáxia NGC 3946 foi descoberta em 23 de Abril de 1886 por Guillaume Bigourdan.